# Cochlospermum regium
Cochlospermum regium es una especie de planta fanerógama que tiene sus orígenes en el Cerrado en la sabana tropical de América del Sur (Bolivia, Brasil, Paraguay), pero que ahora también es común en el sudeste asiático.

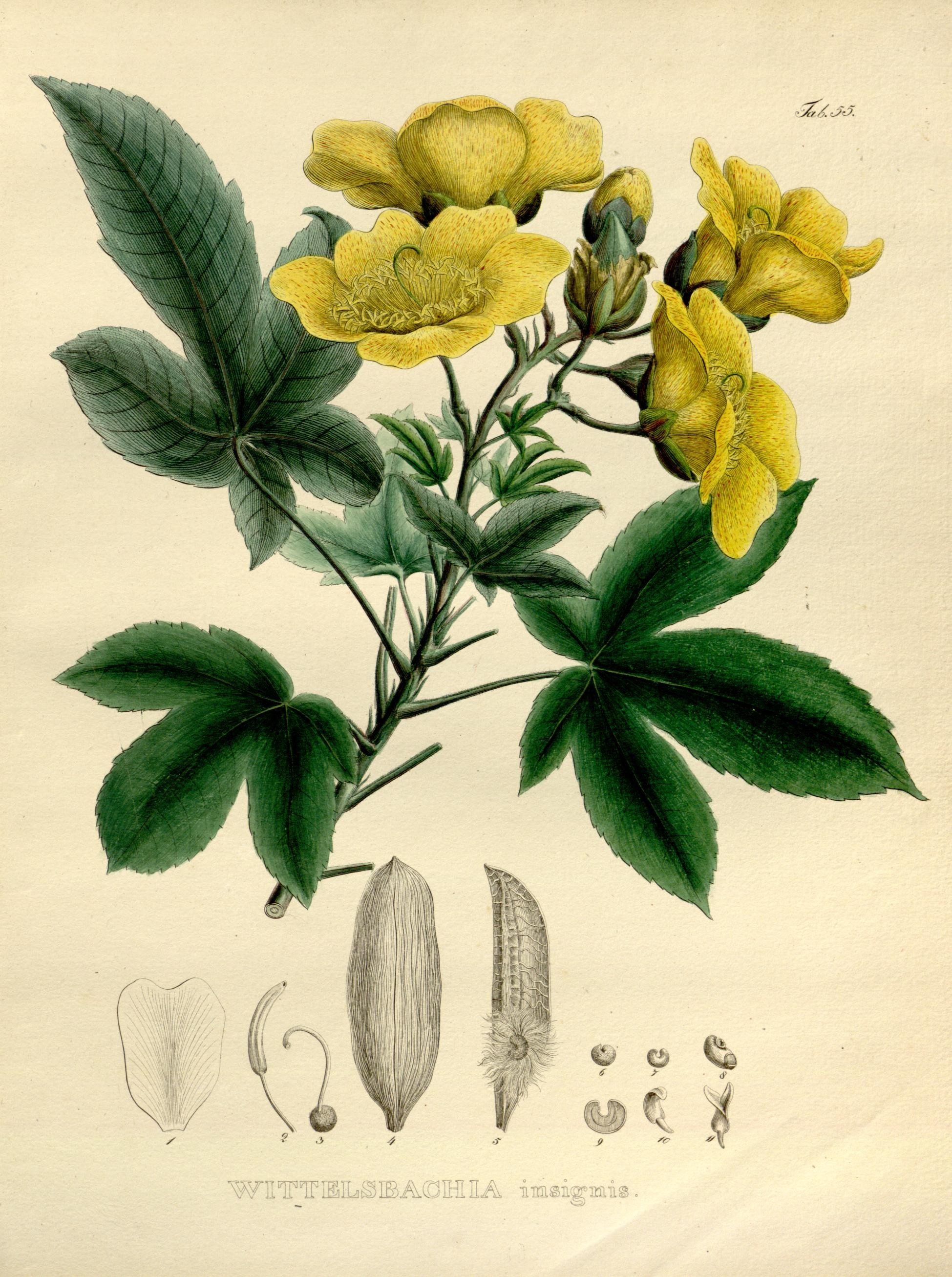
Ilustración.

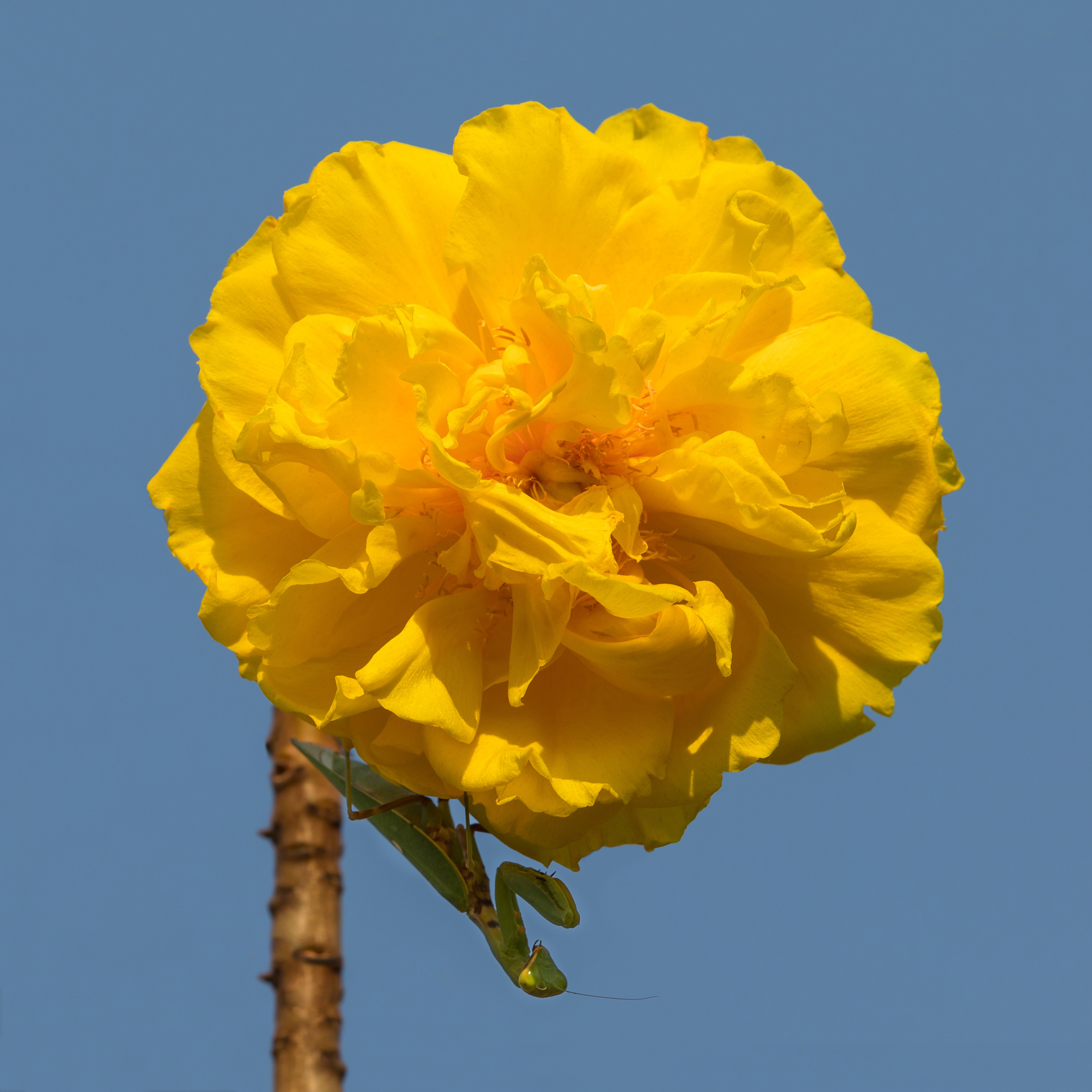
Cochlospermum regium

## Descripción
Cochlospermum regium es un pequeño árbol. Sus flores amarillas y brillantes tienen propiedades antioxidantes.
En Tailandia es la flor provincial de las provincias de Buriram, Saraburi y Uthai Thani.

## Propiedades
El aceite esencial de las hojas de Cochlospermum regium  ha sido extraído por hidrodestilación; analizado por cromatografía de gases acoplada a espectrometría de masas. También se realizó el análisis histoquímico en secciones transversales de la vena central de las hojas jóvenes y adultas. Un total de 32 compuestos se analizaron cualitativamente y cuantitativamente, lo que representa 94.87% del contenido total del aceite que básicamente consistía en sesquiterpenos (96,87%); su componente principal era β-4-α-ol-copaeno (18,73%), seguido por viridiflorol (12,67%).

## Taxonomía
Cochlospermum regium fue descrita por (Mart. ex Schrank) Pilg. y publicado en Notizblatt des Botanischen Gartens und Museums zu Berlin-Dahlem 8: 127. 1924.
Sinonimia
- Maximilianea regia Schrank basónimo
- Wittelsbachia insignis Mart. & Zucc.
- Cochlospermum insigne A.St.-Hil.
- Azeredia pernambucana Arruda ex Allemão
- Maximilianea longirostrata Barb.Rodr.
- Amoreuxia unipora Tiegh.
- Cochlospermum trilobum Standl.[1][6]